# Жовква (станция)
Жовква(до 1964 года — Жолкев, до 1992 года — Нестеров-Львовский)— промежуточная железнодорожная станция Львовской железной дороги линии Львов — Рава-Русская между станциями Куликов (10 км) и Добросин (13 км).
Расположена в городе Жовква Львовского района Львовской области.

## История
Станция была открыта 23 ноября 1887 года в составе железной дороги Львов — Белзець.
С 1887 по 1964 годы официально использовался польский вариант названия города — Жолкев. В 1964 году получила название Нестеров-Львовский. Современное название — с 1992 года.

## Пассажирское сообщение
На станции останавливаются пригородные поезда, которые курсируют из Львова до Равы-Русской. Поезда дальнего следования через станцию не проходят.